# متحف محمد السادس للفن الحديث والمعاصر (الرباط)
متحف محمد السادس للفن الحديث والمعاصر هو متحف للفن المعاصر والحديث يقع في مدينة الرباط المغربية وافتتح عام 2014. هو من المتاحف الأربعة عشر التي تضمها المؤسسة الوطنية للمتاحف. يقدم المتحف أعمال الفن الحديث والمعاصر المغربي والدولي. يعد هذا المتحف أول متحف كبير النطاق أنشئ في المغرب منذ استقلاله عن فرنسا عام 1956، وكان كذلك أول متحف عمومي مغربي استوفى معايير دولية في علم تنظيم المتاحف. يأوي المتحف أعمالًا لما يزيد عن 200 فنان مغربي، ممن فيهم حسن حجاج وأحمد يعقوبي.

## خلفية
المتحف أسسه ملك المغرب محمد السادس في الرباط عام 2014.
أنشئ المتحف لصيانة تراث الفن المغربي العمومي ونشره وكذلك لحث إبداع الفنانين المغاربة. يشكل جزءا من الهيكلة الثقافية الأكبر، بما فيها المكتبة الوطنية للمملكة المغربية ومسرح محمد الخامس الوطني.
اختيرت الرباط مقاما للمتحف نظرا لكونها عاصمة المغرب؛ هي كذلك موقع تراث عالمي لدى يونسكو وقطب سياحي. سمي المعرض الأول «1914-2014: مائة عام من الإبداع.»

## مهمة
يقدم هذا المتحف الإبداع الفني المغربي في مجال الفن التشكيلي من بداية القرن العشرين فصاعدا. يقدر المتحف ثقافة المغرب الحديثة والمعاصرة كما أنه يقدر تراث المغرب الفني والثقافي، ويجعلهما متاحين للعموم، وينطوي ذلك على الإشارة إلى الفن المغربي ودراسته وصيانته وتعزيزه. يعرف المتحفُ الشبانَ على الفن، ويعزز أعمال الشبان ويعلم احترام الفن. يدرس المتحف أيضا تاريخ الفن ويؤيد البحث العلمي في المجال الفني.

## عمارة
استغرق بناء المتحف وسط الرباط 10 سنوات، وأسلوب العمارة يتصف بملامح من هوية الرباط ونسيجها الحضري ومن تنوع المغرب الثقافي ومن انسجام التراث المغربي مع زخارف تقليدية أعيدت صياغتها. يربط المتحف بين الماضي والحاضر بلمسة موريسكية في مبنى معاصر.

### الرواق
الواجهة الخارجية التي تسمى القشرة المعمارية هي مستوحاة من العمارة العربية الموريسكية.

## وصلات خارجية
- الموقع الرسمي